# Depi Evratesil 2016
La prima edizione di Depi Evratesil (in armeno Դեպի Եվրատեսիլ?) si è svolta dal 1º ottobre al 24 dicembre 2016 per selezionare il rappresentante dell'Armenia all'Eurovision Song Contest 2017.
La vincitrice è stata Artsvik, che poi rappresentato la nazione all'Eurovision con il brano Fly with Me.

## Organizzazione
Per la prima volta da 2014, l'emittente nazionale ARMTV, dopo aver confermato la sua partecipazione alla sessantatreesima edizione dell'Eurovision Song Contest, ha annunciato l'organizzazione di una selezione nazionale per la scelta del rappresentante nazionale.
Il format si basa sul talent The Voice. L'unica differenza è che invece dei soli 4 giudici, in questa edizione ne sono 6 e sono noti per aver rappresentato l'Armenia all'Eurovision Song Contest. I giudici di questa edizione sono:
- Aram Mp3 (ESC 2014)
- Essaï Altounian (ESC 2015)
- Hayko (ESC 2007)

- Inga Archakian (ESC 2009, 2015)
- Anush Archakian (ESC 2009)
- Iveta Mukuchyan (ESC 2016)

## Team
Legenda:
- Vincitore
- Secondo classificato
- Terzo classificato
- Quarto classificato

- Eliminato ai Duelli
- Eliminato al Sing Off
- Eliminato alle Semifinali

| Coach           | Artisti            | Artisti            | Artisti         | Artisti               |
| --------------- | ------------------ | ------------------ | --------------- | --------------------- |
| Essaï Altounian | Artsvik            | Opera Viva         | Marissa         | Only Girls            |
| Anush Arshakyan | Marta              | Alek'sandr Plato   | Anna Sedrakyan  | Stepan Hovhannisyan   |
| Inga Arshakyan  | Syuzanna Melkonyan | Gevorg Harutyunyan | Narine Jinanyan | Karina Harutyunyan    |
| Hayko           | Egine              | Anna Danielyan     | Eva Kans        | Amaliya Margaryan     |
| Iveta Mukuchyan | Vahe Aleksanyan    | Asmik Shiroyan     | Sona Dunoyan    | Christina Mangasaryan |
| Aram Mp3        | Lucy               | Lilit Harutyunyan  | Saro Gevorgyan  | Jujo                  |

## Audizioni
La prima fase, che comprende le audizioni, ha impegnato i coach e i concorrenti per le prime 3 puntate. Ogni coach ha avuto a sua disposizione il pulsante “I Want You” con il quale ha valutato il talento, se almeno quattro giurati sono convinti, l'artista passerà alla fase successiva. Se il cantante è valutato solo da tre giurati, ha un minuto in più per interpretare un'altra canzone a cappella e ottenere un voto aggiuntivo. Coloro che hanno solo uno o due consensi o che dopo il minuto a cappella ne hanno solo tre vengono eliminati.
Legenda
- Il coach preme il bottone "I Want You"
- L'artista è eliminato perché non ha ricevuto abbastanza consensi
- Il coach ha premuto il bottone durante il "Minuto a cappella"

### Prima puntata
| Ordine | Artista              | Scelte dei coach | Scelte dei coach | Scelte dei coach | Scelte dei coach | Scelte dei coach | Scelte dei coach |
| Ordine | Artista              | Anush Arshakyan  | Hayko            | Iveta Mukuchyan  | Aram Mp3         | Inga Arshakyan   | Essaï Altounian  |
| ------ | -------------------- | ---------------- | ---------------- | ---------------- | ---------------- | ---------------- | ---------------- |
| 1      | Syuzanna Melkonyan   |                  | -                |                  |                  |                  |                  |
| 2      | Saro Gevorgyan       |                  |                  |                  |                  |                  |                  |
| 3      | Monika Manucharova   | -                |                  | -                | -                |                  | -                |
| 4      | Ofelya Sahakyan      | -                | -                | -                | -                | -                | -                |
| 5      | Lilit’ Ter-Vardanyan |                  | -                | -                | -                | -                | -                |
| 6      | Mnats’akan Brsoyan   | -                | -                | -                | -                | -                | -                |
| 7      | Mane Arrak’elyan     | -                | -                | -                | -                | -                | -                |
| 8      | Shake Donoyan        | -                | -                | -                | -                | -                | -                |
| 9      | Mary Mheryan         |                  |                  |                  |                  |                  |                  |
| 10     | Only Girls           |                  | -                |                  | -                |                  |                  |
| 11     | Hunan Hambaryan      | -                | -                |                  | -                | -                | -                |
| 12     | Egine                |                  |                  |                  |                  | -                |                  |
| 13     | Alek’sandr Plato     |                  |                  |                  |                  |                  |                  |
| 14     | Mariam Evriyan       |                  |                  |                  |                  |                  | -                |
| 15     | K'ristina Avetisyan  |                  | -                |                  |                  | -                |                  |
| 16     | Narek Gevorgyan      | -                | -                |                  | -                | -                | -                |
| 17     | Mxit'ar Ġazaryan     | -                | -                | -                | -                | -                | -                |
| 18     | Hovhannes Demiǰyan   |                  | -                | -                |                  |                  | -                |
| 19     | Alex Grigoryan       | -                | -                | -                | -                | -                |                  |
| 20     | Lilit' Xačatryan     |                  | -                | -                | -                |                  | -                |
| 21     | Eva Karapetyan       | -                | -                | -                | -                | -                | -                |
| 22     | Amalya Margaryan     |                  | -                | -                |                  |                  |                  |
| 23     | Vahe Alek’sanyan     |                  |                  |                  |                  |                  |                  |
| 24     | Anna Sedrakyan       |                  |                  |                  |                  |                  | -                |
| 25     | Artsvik              |                  |                  |                  |                  |                  |                  |

### Seconda puntata
| Ordine | Artista              | Scelte dei coach | Scelte dei coach | Scelte dei coach | Scelte dei coach | Scelte dei coach | Scelte dei coach |
| Ordine | Artista              | Anush Arshakyan  | Hayko            | Iveta Mukuchyan  | Aram Mp3         | Inga Arshakyan   | Essaï Altounian  |
| ------ | -------------------- | ---------------- | ---------------- | ---------------- | ---------------- | ---------------- | ---------------- |
| 1      | Lilit' Harut'yunyan  |                  |                  |                  |                  |                  |                  |
| 2      | Aksel Baeyan         | -                | -                |                  |                  |                  |                  |
| 3      | Jujo                 |                  |                  |                  |                  |                  |                  |
| 4      | Davit' Paronikyan    | -                | -                | -                | -                | -                | -                |
| 5      | Narine Eranosyan     | -                | -                | -                |                  | -                | -                |
| 6      | Armen Čamičyan       | -                | -                | -                | -                | -                | -                |
| 7      | Meline Galoyan       |                  |                  | -                | -                |                  | -                |
| 8      | Anahit Harut'yunyan  |                  | -                | -                | -                | -                | -                |
| 9      | K'ristina Hovsep'yan | -                | -                | -                | -                | -                | -                |
| 10     | Sona Dunoyan         |                  |                  |                  |                  |                  |                  |
| 11     | Armenuhi Gasparyan   |                  | -                |                  |                  |                  |                  |
| 12     | Albert Ġazaryan      |                  | -                | -                |                  |                  |                  |
| 13     | Činar Isoyan         |                  |                  | -                | -                | -                | -                |
| 14     | Lucy                 |                  |                  |                  |                  |                  |                  |
| 15     | Arthur Abgar         |                  |                  |                  |                  |                  |                  |
| 16     | Marissa              |                  |                  |                  |                  |                  |                  |
| 17     | Georgi Bunik't'yan   | -                | -                |                  | -                | -                | -                |
| 18     | Òvsanna Xublaryan    | -                | -                | -                |                  | -                | -                |
| 19     | Lusine Step'anyan    |                  | -                | -                | -                | -                | -                |
| 20     | Henrix Òhanyan       | -                | -                | -                | -                | -                |                  |
| 21     | Isahak Hakobyan      | -                | -                |                  | -                | -                | -                |
| 22     | Gohar Hovsep'yan     | -                |                  | -                | -                | -                |                  |
| 23     | Anna Danielyan       |                  | -                | -                |                  |                  |                  |
| 24     | Gevorg Harut'yunyan  |                  |                  |                  |                  |                  |                  |
| 25     | Marta                |                  |                  |                  |                  |                  |                  |

### Terza puntata
| Ordine | Artista               | Scelte dei coach | Scelte dei coach | Scelte dei coach | Scelte dei coach | Scelte dei coach | Scelte dei coach |
| Ordine | Artista               | Anush Arshakyan  | Hayko            | Iveta Mukuchyan  | Aram Mp3         | Inga Arshakyan   | Essaï Altounian  |
| ------ | --------------------- | ---------------- | ---------------- | ---------------- | ---------------- | ---------------- | ---------------- |
| 1      | Diana Dikovski        |                  |                  |                  |                  |                  |                  |
| 2      | Opera Viva            |                  |                  |                  | -                |                  |                  |
| 3      | Eva Kans              |                  |                  |                  |                  |                  | -                |
| 4      | P'ayla Gevorgyan      |                  |                  |                  |                  |                  |                  |
| 5      | Hovsep' Abrahamyan    | -                | -                | -                | -                |                  | -                |
| 6      | Viktorya Adamyan      | -                | -                | -                | -                | -                | -                |
| 7      | Arçrun Xangeldyan     | -                | -                | -                |                  | -                | -                |
| 8      | Ani Aik'ayelyan       | -                | -                | -                | -                | -                | -                |
| 9      | Grizelda Simonyan     | -                | -                | -                | -                | -                | -                |
| 10     | Ēmma Hovhannisyan     | -                | -                | -                | -                | -                | -                |
| 11     | K'ristina Mangasakyan |                  |                  |                  |                  |                  |                  |
| 12     | Ṙob Avalyan           |                  |                  |                  | -                |                  | -                |
| 13     | Karine Harut'yunyan   |                  |                  |                  |                  |                  |                  |
| 14     | Margarita Igit'yan    | -                | -                | -                | -                | -                | -                |
| 15     | Narine J̌inanyan       |                  |                  |                  |                  |                  |                  |
| 16     | Step'an Hovhannisyan  |                  | -                |                  |                  |                  | -                |
| 17     | Zemfira Fridon        |                  |                  |                  |                  |                  |                  |
| 18     | Veronika Grigoryan    |                  | -                |                  |                  |                  |                  |
| 19     | Alek'san Asiryan      |                  |                  |                  | -                | -                | -                |
| 20     | Saṙa Harut'yunyan     | -                | -                | -                | -                | -                | -                |
| 21     | Anč̣ela Ġalečyan       | -                | -                | -                | -                |                  |                  |
| 22     | Sat'enik Enok'yan     | -                | -                | -                | -                | -                | -                |
| 23     | Sona Grigoryan        | -                | -                | -                | -                | -                | -                |
| 24     | Astġik Xoǰabaġyan     | -                | -                | -                | -                | -                | -                |
| 25     | Yana Karabetyan       | -                | -                | -                | -                | -                | -                |
| 26     | Diana Adamyan         |                  |                  |                  |                  |                  |                  |
| 27     | Hasmik Široyan        |                  |                  |                  |                  |                  |                  |

## Scelta dei Coach
In questa fase, ha impegnato i coach e i concorrenti per 4 puntate. I sei coach hanno gareggiato per scegliere gli artisti per i loro team. I coach hanno avuto la possibilità di premere i loro pulsanti negli ultimi dieci secondi di ogni esibizione. Il primo giudice a premere il pulsante ha ottenuto l'artista, con ogni giudice in cerca di quattro artisti per unirsi al loro team. Se nessuno dei giudici preme il pulsante, il concorrente viene eliminato dalla competizione.
Legenda
- Il coach preme il bottone "I want you"
- L'artista è eliminato perché nessun coach preme il bottone "I want you"
- L'artista viene scelto per far parte della squadra di questo coach
- L'artista viene ripescato per far parte della squadra di questo coach al termine della fase la "Scelta dei Coach"

### Quarta puntata
| Ordine | Artista               | Canzone (cantante originale)                      | Scelte dei coach | Scelte dei coach | Scelte dei coach | Scelte dei coach | Scelte dei coach | Scelte dei coach |
| Ordine | Artista               | Canzone (cantante originale)                      | Anush Arshakyan  | Hayko            | Iveta Mukuchyan  | Aram Mp3         | Inga Arshakyan   | Essaï Altounian  |
| ------ | --------------------- | ------------------------------------------------- | ---------------- | ---------------- | ---------------- | ---------------- | ---------------- | ---------------- |
| 1      | Veronika Grigoryan    | Rijeka bez imena (Marija Šestić)                  | -                | -                | -                | -                | -                | -                |
| 2      | Lucy                  | Mercy (Duffy)                                     | -                | -                | -                |                  | -                | -                |
| 3      | Engine                | Sledgehammer (Rihanna)                            | -                |                  | -                | -                | -                | -                |
| 4      | Syuzanna Melkonyan    | The Power of Love (Jennifer Rush)                 | -                | -                | -                | -                |                  | -                |
| 5      | Opera Viva            | Nessun dorma (Giacomo Puccini)                    | -                | -                | -                | -                | -                |                  |
| 6      | Mary Mheryan          | One Night Only (Dreamgirls)                       | -                | -                | -                | -                | -                | -                |
| 7      | K'ristina Mangasakyan | Try (Pink)                                        | -                | -                |                  | -                | -                | -                |
| 8      | Saro Gevorgyan        | Bang Bang (Jessie J, Ariana Grande e Nicki Minaj) | -                | -                | -                |                  | -                | -                |
| 9      | Ṙob Avalyan           | Yassou Maria (Sarbel)                             | -                | -                | -                | -                | -                | -                |

### Quinta puntata
| Ordine | Artista              | Canzone (cantante originale)     | Scelte dei coach | Scelte dei coach | Scelte dei coach | Scelte dei coach | Scelte dei coach | Scelte dei coach |
| Ordine | Artista              | Canzone (cantante originale)     | Anush Arshakyan  | Hayko            | Iveta Mukuchyan  | Aram Mp3         | Inga Arshakyan   | Essaï Altounian  |
| ------ | -------------------- | -------------------------------- | ---------------- | ---------------- | ---------------- | ---------------- | ---------------- | ---------------- |
| 1      | Vahe Alek’sanyan     | Tonight Again (Guy Sebastian)    | -                | -                |                  | -                | -                | -                |
| 2      | P'ayla Gevorgyan     | Too Close (Alex Clare)           | -                | -                | -                | -                | -                | -                |
| 3      | Marissa              | Sweet People (Al'oša)            | -                | -                | -                | -                | -                |                  |
| 4      | Jujo                 | Virtual Insanity (Jamiroquai)    | -                | -                | -                |                  | -                | -                |
| 5      | Albert Ġazaryan      | Pero te extraño (Andrea Bocelli) | -                | -                | -                | -                | -                | -                |
| 6      | Step'an Hovhannisyan | Mamma Knows Best (Jessie J)      |                  | -                | -                | -                | -                | -                |
| 7      | Artsvik              | Sweet Dreams (Beyoncé)           | -                | -                | -                | -                | -                |                  |
| 8      | Armenuhi Gasparyan   | Feeling Good (Cy Grant)          | -                | -                | -                | -                | -                | -                |
| 9      | Anna Danielyan       | Dancing on My Own (Robyn)        | -                |                  | -                | -                | -                | -                |

### Sesta puntata
| Ordine | Artista             | Canzone (cantante originale)                        | Scelte dei coach | Scelte dei coach | Scelte dei coach | Scelte dei coach | Scelte dei coach | Scelte dei coach |
| Ordine | Artista             | Canzone (cantante originale)                        | Anush Arshakyan  | Hayko            | Iveta Mukuchyan  | Aram Mp3         | Inga Arshakyan   | Essaï Altounian  |
| ------ | ------------------- | --------------------------------------------------- | ---------------- | ---------------- | ---------------- | ---------------- | ---------------- | ---------------- |
| 1      | Mariam Evriyan      | Beggin' (The Four Seasons)                          | -                | -                | -                | -                | -                | -                |
| 2      | Lilit' Harut'yunyan | All of Me (John Legend)                             | -                | -                | -                |                  | -                | -                |
| 3      | Marta               | How Deep Is Your Love (Calvin Harris e i Disciples) |                  | -                | -                | N.D.             | -                | -                |
| 4      | Diana Adamyan       | Bang Bang (Jessie J, Ariana Grande e Nicki Minaj)   | -                | -                | -                | N.D.             | -                | -                |
| 5      | K'ristina Avetisyan | Hit the Road Jack (Ray Charles)                     | -                | -                | -                | N.D.             | -                | -                |
| 6      | Alek’sandr Plato    | Monologue (Alek’sandr Plato)                        |                  | -                | -                | N.D.             | -                | -                |
| 7      | Anna Sedrakyan      | Wicked Game (Chris Isaak)                           |                  | -                | -                | N.D.             | -                | -                |
| 8      | Diana Dikovski      | Georgia on My Mind (Hoagy Carmichael)               | N.D.             | -                | -                | N.D.             | -                | -                |
| 9      | Arthur Abgar        | Te quiero, te quiero (Rosario Flores)               | N.D.             | -                | -                | N.D.             | -                | -                |
| 10     | Hasmik Široyan      | Dziwny jest ten świat (Czesław Niemen)              | N.D.             | -                |                  | N.D.             | -                | -                |

### Settima puntata
| Ordine | Artista             | Canzone (cantante originale)                 | Scelte dei coach | Scelte dei coach | Scelte dei coach | Scelte dei coach | Scelte dei coach | Scelte dei coach |
| Ordine | Artista             | Canzone (cantante originale)                 | Anush Arshakyan  | Hayko            | Iveta Mukuchyan  | Aram Mp3         | Inga Arshakyan   | Essaï Altounian  |
| ------ | ------------------- | -------------------------------------------- | ---------------- | ---------------- | ---------------- | ---------------- | ---------------- | ---------------- |
| 1      | Only Girls          | Kukushka (Polina Gagarina)                   | N.D.             | -                | -                | N.D.             | -                |                  |
| 2      | Sona Dunoyan        | Sorry (Justin Bieber)                        | N.D.             | -                |                  | N.D.             | -                | N.D.             |
| 3      | Gevorg Harut'yunyan | It's a Man's Man's Man's World (James Brown) | N.D.             | -                | N.D.             | N.D.             |                  | N.D.             |
| 4      | Aksel Baeyan        | Feeling Good (Cy Grant)                      | N.D.             | -                | N.D.             | N.D.             | -                | N.D.             |
| 5      | Karine Harut'yunyan | Listen (Beyoncé)                             | N.D.             | -                | N.D.             | N.D.             |                  | N.D.             |
| 6      | Zemfira Fridon      | The Best (Bonnie Tyler)                      | N.D.             | -                | N.D.             | N.D.             | -                | N.D.             |
| 7      | Eva Kans            | We Are the World (USA for Africa)            | N.D.             |                  | N.D.             | N.D.             | -                | N.D.             |
| 8      | Amalya Margaryan    | The Show Must Go On (Queen)                  | N.D.             |                  | N.D.             | N.D.             | -                | N.D.             |
| 10     | Narine J̌inanyan     | Love on Top (Beyoncé)                        | N.D.             | N.D.             | N.D.             | N.D.             |                  | N.D.             |

## Duelli
In questa fase, ha impegnato i coach e i concorrenti per 3 puntate. In questo primo round due talenti per team si scontrano su dei brani assegnati dal coach, che alla fine, tramite votazione da parte di tutti dei coach, sceglieranno il vincitore della battaglia mandando in totale due dei quattro artisti al Sing Off.
Legenda
- Vincitore del duello
- Artista eliminato nei Duelli

- Artista semifinalista
- Artista eliminato al Sing Off

### Ottava puntata
| Ordine | Coach           | Artista               | Canzone (cantante originale)                 | Scelte dei coach | Scelte dei coach | Scelte dei coach | Scelte dei coach | Scelte dei coach | Scelte dei coach | Totale |
| Ordine | Coach           | Artista               | Canzone (cantante originale)                 | Anush Arshakyan  | Hayko            | Iveta Mukuchyan  | Aram Mp3         | Inga Arshakyan   | Essaï Altounian  | Totale |
| ------ | --------------- | --------------------- | -------------------------------------------- | ---------------- | ---------------- | ---------------- | ---------------- | ---------------- | ---------------- | ------ |
| 1      | Aram Mp3        | Saro Gevorgyan        | Cheating (John Newman)                       |                  |                  |                  | ✔ ✔ ✔            |                  |                  | 3      |
| 1      | Aram Mp3        | Lucy                  | Euphoria (Loreen)                            | ✔                | ✔                | ✔                |                  | ✔                | ✔                | 5      |
| 2      | Inga Arshakyan  | Karine Harut'yunyan   | Think (Aretha Franklin)                      | ✔                |                  |                  |                  |                  |                  | 1      |
| 2      | Inga Arshakyan  | Gevorg Harut'yunyan   | I Am Alive (Gevorg Harut'yunyan)             |                  | ✔                | ✔                | ✔                | ✔ ✔ ✔            | ✔                | 7      |
| 3      | Hayko           | Amalya Margaryan      | Jason's Song (Gave It Away) (Ariana Grande)  |                  |                  |                  |                  |                  | ✔                | 1      |
| 3      | Hayko           | Anna Danielyan        | I See Fire (Ed Sheeran)                      | ✔                | ✔ ✔ ✔            | ✔                | ✔                | ✔                |                  | 7      |
| 4      | Anush Arshakyan | Marta                 | Back in the Day (Puff) (Erykah Badu)         | ✔ ✔ ✔            | ✔                |                  | ✔                | ✔                | ✔                | 7      |
| 4      | Anush Arshakyan | Step'an Hovhannisyan  | Say Something (A Great Big World)            |                  |                  | ✔                |                  |                  |                  | 1      |
| 5      | Essaï Altounian | Only Girls            | Arshaluys er... (Hin oreri yerge)            |                  |                  |                  |                  |                  |                  | 0      |
| 5      | Essaï Altounian | Artsvik               | If I Ain't Got You (Alicia Keys)             | ✔                | ✔                | ✔                | ✔                | ✔                | ✔ ✔ ✔            | 8      |
| 6      | Iveta Mukuchyan | K'ristina Mangasakyan | I Put a Spell on You (Screamin' Jay Hawkins) | ✔                |                  |                  |                  |                  | ✔                | 2      |
| 6      | Iveta Mukuchyan | Hasmik Široyan        | Sweet Lovin' (Sigala feat. Bryn Christopher) |                  | ✔                | ✔ ✔ ✔            | ✔                | ✔                |                  | 6      |

### Nona puntata
| Ordine | Coach           | Artista             | Canzone (cantante originale)                | Scelte dei coach | Scelte dei coach | Scelte dei coach | Scelte dei coach | Scelte dei coach | Scelte dei coach | Totale |
| Ordine | Coach           | Artista             | Canzone (cantante originale)                | Anush Arshakyan  | Hayko            | Iveta Mukuchyan  | Aram Mp3         | Inga Arshakyan   | Essaï Altounian  | Totale |
| ------ | --------------- | ------------------- | ------------------------------------------- | ---------------- | ---------------- | ---------------- | ---------------- | ---------------- | ---------------- | ------ |
| 1      | Aram Mp3        | Lilit' Harut'yunyan | Price Tag (Jessie J feat. B.o.B)            | ✔                | ✔                | ✔                |                  | ✔                | ✔                | 5      |
| 1      | Aram Mp3        | Jujo                | River (Bishop Briggs)                       |                  |                  |                  | ✔ ✔ ✔            |                  |                  | 3      |
| 2      | Inga Arshakyan  | Narine J̌inanyan     | Impossible (Narine J̌inanyan)                |                  |                  |                  |                  | ✔ ✔ ✔            |                  | 3      |
| 2      | Inga Arshakyan  | Syuzanna Melkonyan  | Ain't No Other Man (Christina Aguilera)     | ✔                | ✔                | ✔                | ✔                |                  | ✔                | 5      |
| 3      | Hayko           | Eva Kans            | I'm Outta Love (Anastacia)                  |                  |                  |                  | ✔                |                  |                  | 1      |
| 3      | Hayko           | Egine               | Tired (Kelly Price) / Burnin' Up (Jessie J) | ✔                | ✔ ✔ ✔            | ✔                |                  | ✔                | ✔                | 7      |
| 4      | Anush Arshakyan | Anna Sedrakyan      | Seven Nation Army (The White Stripes)       |                  |                  |                  |                  |                  |                  | 0      |
| 4      | Anush Arshakyan | Alek’sandr Plato    | Ke qeler / Lily                             | ✔ ✔ ✔            | ✔                | ✔                | ✔                | ✔                | ✔                | 8      |
| 5      | Essaï Altounian | Opera Viva          | Canterò (Amaury Vassili)                    | ✔                |                  | ✔                | ✔                |                  | ✔ ✔ ✔            | 6      |
| 5      | Essaï Altounian | Marissa             | Stop! (Sam Brown)                           |                  | ✔                |                  |                  | ✔                |                  | 2      |
| 6      | Iveta Mukuchyan | Sona Dunoyan        | Dangerous Woman (Ariana Grande)             |                  |                  |                  | ✔                |                  |                  | 1      |
| 6      | Iveta Mukuchyan | Vahe Alek’sanyan    | My Prayer (The Platters)                    | ✔                | ✔                | ✔ ✔ ✔            |                  | ✔                | ✔                | 7      |

### Decima puntata - Sing Off
In quest'ultimo round i due artisti per team che hanno vinto i duelli si scontrano cantando un brano a propria scelta: spetterà al coach scegliere il vincitore. Alla fine i coach avranno un semifinalista a testa.
| Ordine | Coach           | Artisti             | Canzone (cantante originale)                           |
| ------ | --------------- | ------------------- | ------------------------------------------------------ |
| 1      | Iveta Mukuchyan | Vahe Alek’sanyan    | Radioactive (Imagine Dragons)                          |
| 1      | Iveta Mukuchyan | Hasmik Široyan      | The Way You Make Me Feel (Michael Jackson)             |
| 2      | Inga Arshakyan  | Syuzanna Melkonyan  | And I Am Telling You I'm Not Going (Jennifer Holliday) |
| 2      | Inga Arshakyan  | Gevorg Harut'yunyan | A Song for You (Leon Russell)                          |
| 3      | Hayko           | Egine               | Sexy Silk (Jessie J)                                   |
| 3      | Hayko           | Anna Danielyan      | Rumour Has It (Adele)                                  |
| 4      | Essaï Altounian | Opera Viva          | You Raise Me Up (Secret Garden)                        |
| 4      | Essaï Altounian | Artsvik             | Stand Up for Love (Destiny's Child)                    |
| 5      | Aram Mp3        | Lucy                | Say Something (A Great Big World)                      |
| 5      | Aram Mp3        | Lilit' Harut'yunyan | Nothing Compares 2 U (Sinéad O'Connor)                 |
| 6      | Anush Arshakyan | Marta               | Siro Kamar (Datevik Hovanesian)                        |
| 6      | Anush Arshakyan | Alek’sandr Plato    | Faust Cantata (Alfred Schnittke)                       |

## Semifinali
Legenda
- Artista che passa alla fase succisiva
- Artista eliminato
- Quarto classificato
- Terzo classificato

### Undicesima puntata
Nella prima parte delle semifinali i sei concorrenti si esibiscono con un brano, il televoto ed una giuria composta da 9 membri decreta i quattro concorrenti che superano il turno.
Ospiti: Anahit e Mary (Rappresentanti dell'Armenia al Junior Eurovision Song Contest 2016)
Canzoni eseguite dagli ospiti: Tarber (Anahit e Mary)
Esibizione dei concorrenti con i coach: Amenic Amena (Marta e Anush Arshakyan), Hayastan ashkharh (Artsvik e Essaï Altounian), Somos novios (Egine e Hayko), Beneath Your Beautiful (Lucy & Aram Mp3), Forma de vida (Syuzanna Melkonyan & Inga Arshakyan), You're Nobody 'til Somebody Loves You (Vahe Alek’sanyan e Iveta Mukucyan)
| Ordine | Coach           | Artista            | Canzone (cantante originale)                                                    | Punteggio | Punteggio | Punteggio | Posizione |
| Ordine | Coach           | Artista            | Canzone (cantante originale)                                                    | Giuria    | Televoto  | Totale    | Posizione |
| ------ | --------------- | ------------------ | ------------------------------------------------------------------------------- | --------- | --------- | --------- | --------- |
| 1      | Anush Arshakyan | Marta              | Naughty Girl (Beyoncé)                                                          | 48        | 49        | 97        | 1         |
| 2      | Essaï Altounian | Artsvik            | Hurt (Christina Aguilera)                                                       | 32        | 39        | 71        | 2         |
| 3      | Hayko           | Egine              | A Little Party Never Killed Nobody (All We Got) (Fergie feat. Q-Tip e GoonRock) | 25        | 33        | 58        | 4         |
| 4      | Aram Mp3        | Lucy               | Total Eclipse of the Heart (Bonnie Tyler)                                       | 20        | 17        | 37        | 6         |
| 5      | Inga Arshakyan  | Syuzanna Melkonyan | Je suis malade (Serge Lama)                                                     | 31        | 36        | 67        | 3         |
| 6      | Iveta Mukuchyan | Vahe Alek’sanyan   | Writing's on the Wall (Sam Smith)                                               | 33        | 15        | 48        | 5         |

### Dodicesima puntata
Nella seconda parte delle semifinali i quattro concorrenti si esibiscono con due brani, una cover ed un brano proveniente dall'Eurovision Song Contest. Il televoto ed una giuria internazionale composta da 11 membri, capitanata dallo svedese Christer Björkman, decreta i due concorrenti finalisti che superano il turno.
Ospiti: Sos and Victoria Petrosyan
| Ordine | Coach           | Artista            | Canzone (cantante originale)                 | Eurovision's Hit (cantante originale) | Punteggio | Punteggio | Punteggio | Posizione |
| Ordine | Coach           | Artista            | Canzone (cantante originale)                 | Eurovision's Hit (cantante originale) | Giuria    | Televoto  | Totale    | Posizione |
| ------ | --------------- | ------------------ | -------------------------------------------- | ------------------------------------- | --------- | --------- | --------- | --------- |
| 1      | Anush Arshakyan | Marta              | Popuri (Padre Komitas)                       | Rhythm Inside (Loïc Nottet)           | 21        | 40        | 61        | 2         |
| 2      | Inga Arshakyan  | Syuzanna Melkonyan | It's a Man's Man's Man's World (James Brown) | Sweet People (Al'oša)                 | 30        | 24        | 54        | 3         |
| 3      | Essaï Altounian | Artsvik            | Crazy (Gnarls Barkley)                       | A Million Voices (Polina Gagarina)    | 35        | 27        | 62        | 1         |
| 4      | Hayko           | Egine              | Crazy in Love (Beyoncé feat. Jay-Z)          | Warrior (Nina Sublatti)               | 24        | 19        | 43        | 4         |

## Finale

### Tredicesima puntata
Nella serata finale dello show le due finaliste si esibiscono con due brani, una cover ed un brano hit dell'Armenia. Il televoto ed una giuria internazionale composta da 7 membri, provenienti dalla diaspora armena, decreta la vincitrice dello show e la rappresentante dell'Armenia all'Eurovision Song Contest 2017 di Kiev, in Ucraina.
Ospiti: Voices of Artsakh, Hovig (Rappresentante del Cipro all'Eurovision Song Contest 2017), Iveta Mukuchyan (Rappresentante dell'Armenia all'Eurovision Song Contest 2016)
Canzoni eseguite dagli ospiti: Armenia 10 Mash-Up (Voices of Artsakh), Hovig Mash-Up / Hayi acher (Hovig), Amenic Amena (Iveta Mukucyan)
Esibizione dei concorrenti con i coach: When You Believe (Marta e Artsvik)
| Ordine | Coach           | Artista | Canzone (cantante originale)                              | Armenia's Hit (cantante originale) | Punteggio | Punteggio | Punteggio | Posizione |
| Ordine | Coach           | Artista | Canzone (cantante originale)                              | Armenia's Hit (cantante originale) | Giuria    | Televoto  | Totale    | Posizione |
| ------ | --------------- | ------- | --------------------------------------------------------- | ---------------------------------- | --------- | --------- | --------- | --------- |
| 1      | Anush Arshakyan | Marta   | Don't Stop the Music / Only Girl (in the World) (Rihanna) | Tsov (Anahit Shahbzyan)            | 19%       | 10%       | 29%       | 2         |
| 2      | Essaï Altounian | Artsvik | I Have Nothing (Whitney Houston)                          | Aprelu april (Inga & Anush)        | 31%       | 40%       | 71%       | 1         |